# Julian Ochman
Julian Ochman (ur. 12 lutego 1917 w Stanisławowie, zm. 8 marca 2006 w Gdyni) – polski wojskowy, oficer Marynarki Wojennej, uczestnik obrony Wybrzeża we wrześniu 1939 roku, więzień niemieckich oflagów, w latach powojennych między innymi szef Sztabu Głównego MW, dowódca okrętów i zespołów okrętów. Po przejściu do rezerwy pełnił między innymi funkcje kapitana portu gdyńskiego i oficera floty handlowej.

## Życiorys
Ojciec Julian Ochmana, Józef, był kierownikiem warsztatów kolejowych w Stanisławowie. Po ukończeniu miejscowego gimnazjum, Julian Ochman wstąpił w 1936 roku do Szkoły Podchorążych Marynarki Wojennej w Toruniu. W sierpniu 1939 roku był praktykantem na niszczycielu „Wicher”, by po ogłoszeniu powszechnej mobilizacji otrzymać przydział do Dywizjonu Minowców, jako oficer wachtowy na trałowcu „Czajka”. Pozostał na jego pokładzie do dnia opuszczenia bandery 15 września, czasowo pełniąc obowiązki zastępcy dowódcy okrętu, po czym wraz z całą załogą dołączył do lądowej obrony cypla helskiego. 27 września, w ramach wojennej promocji, został podporucznikiem marynarki. Po kapitulacji 2 października dostał się do niewoli niemieckiej. Do końca wojny przebywał w oflagach X B Nienburg, XVIII C Spittal i II C Woldenberg.
Uwolniony 30 stycznia 1945 roku, powrócił do Polski. Został sekretarzem ministra pracy i opieki społecznej. 22 sierpnia 1946 roku powrócił do służby w marynarce wojennej, w stopniu podporucznika, jako dowódca ścigacza okrętów podwodnych „Bezwzględny”. Na przełomie 1946 i 1947 roku był lektorem propagandowym na powiat gdański przed wyborami do Sejmu Ustawodawczego. Promowany w styczniu 1947 roku do stopnia porucznika, dowodził następnie trałowcami „Kania” i „Czapla”, był oficerem artyleryjskim Flotylli Trałowców, dowódcą okrętu hydrograficznego „Żuraw”, a od listopada 1949 do 1952 roku dowódcą Flotylli Trałowców, w stopniu kapitana.
Awansowany w 1952 roku do stopnia komandora podporucznika, został zastępcą szefa sztabu Obrony Wodnego Rejonu Głównej Bazy Marynarki Wojennej. Na krótko powrócił do sztabu Flotylli Trałowców, by w 1954 roku zostać komendantem kursu oficerów rezerwy Oficerskiej Szkoły Marynarki Wojennej, a w następnym roku, już jako komandor porucznik, szefem sztabu Obrony Wodnego Rejonu Głównej Bazy MW. Od 1957 do 1959 roku przebywał w Leningradzie, jako słuchacz tamtejszej Akademii Marynarki Wojennej. Po powrocie kierował kursami w Wyższej Szkole Marynarki Wojennej i studium wojskowym Państwowej Szkoły Morskiej w Gdyni. W 1963 roku został na własną prośbę przeniesiony do rezerwy.
Został kierownikiem praktyk morskich w Państwowej Szkole Morskiej, w latach 1966–1969 naczelnikiem wydziału Urzędu Morskiego w Gdyni, zaś w 1970 roku kapitanem portu gdyńskiego. W tym samym roku ukończył studia magisterskie na Wyższej Szkole Ekonomicznej w Sopocie, na kierunku ekonomiki transportu morskiego. W 1972 roku pełnił obowiązki kapitana statku MS „Dziwożona”, pływającego ze Szczecina do portów duńskich. Był również publicystą „Przeglądu Morskiego”, współzałożycielem i działaczem Stowarzyszenia Oficerów Marynarki Wojennej RP, zaś w latach 1984–1988 radnym Miejskiej Rady Narodowej w Gdyni. Działał w PRON, był członkiem ORMO.
Został odznaczony Krzyżami Kawalerskim i Oficerskim Orderu Odrodzenia Polski, Złotym Krzyżem Zasługi i Medalem Zasłużonym na Polu Chwały. W 1990 roku został awansowany do stopnia komandora w stanie spoczynku.
Pochowany na cmentarzu Witomińskim w Gdyni (kwatera 22-67-6a).

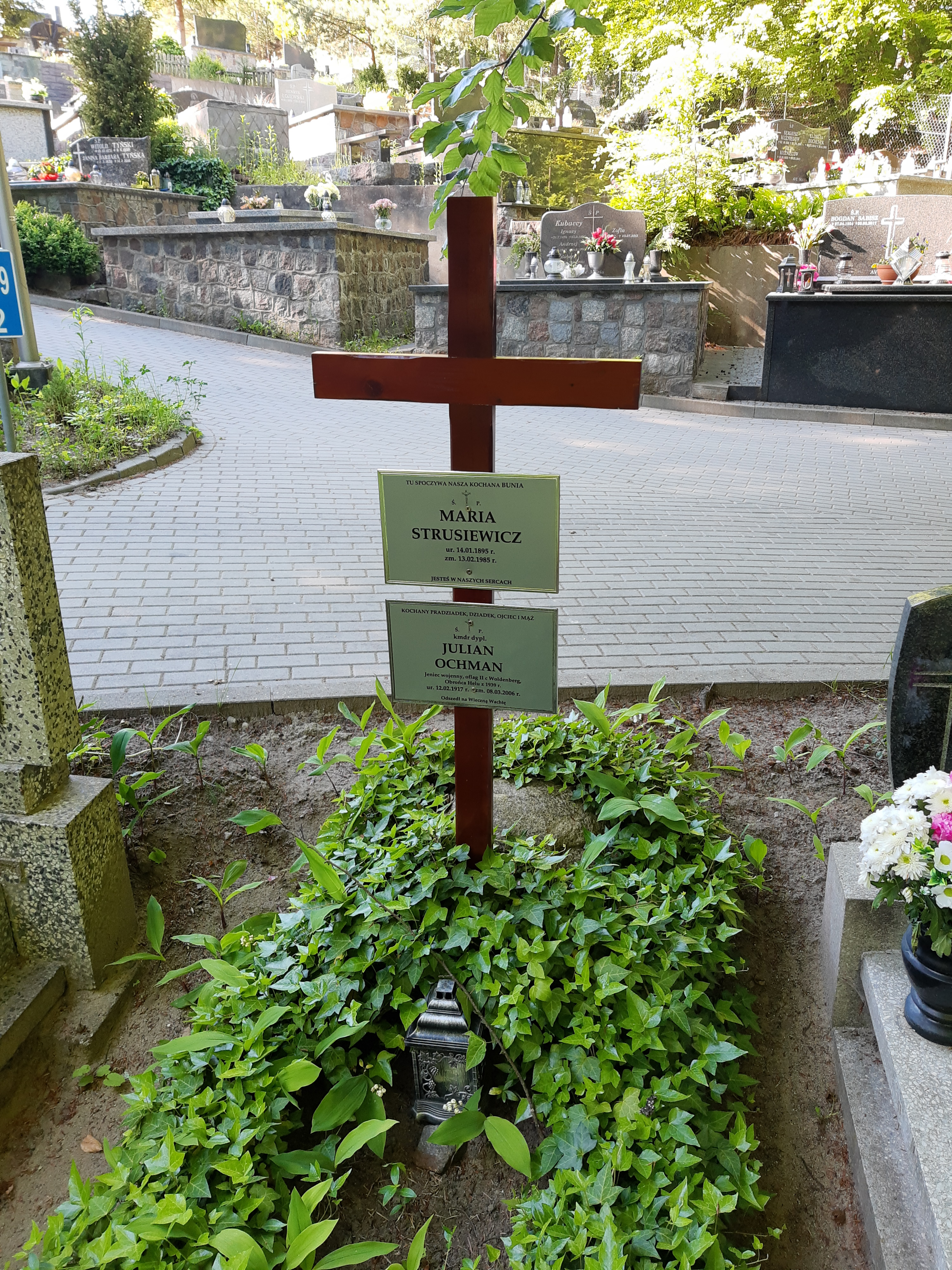
Grób kmdra Juliana Ochmana na cmentarzu Witomińskim